# Сен-Кристоф-ан-Уазан
Сен-Кристоф-ан-Уазан (фр. Saint-Christophe-en-Oisans) — коммуна во Франции, находится в регионе Рона — Альпы. Департамент коммуны — Изер. Входит в состав кантона Ле-Бур-дуазан. Округ коммуны — Гренобль.
Код INSEE коммуны — 38375. Население коммуны на 1999 год составляло 106 человек. Населённый пункт находится на высоте от 1 168  до 4 008  метров над уровнем моря. Муниципалитет расположен на расстоянии около 530 км юго-восточнее Парижа, 140 км юго-восточнее Лиона, 45 км юго-восточнее Гренобля. Мэр коммуны — Serge Topridès, мандат действует на протяжении 2004—2007 гг.
Динамика населения (INSEE):